# الی‌بالتا
الی‌بالتا، روستایی از توابع دهستان هولاسو بخش مرکزی شهرستان شاهین‌دژ در استان آذربایجان غربی ایران است.
این روستا در همسایگی ۳ روستای کردکندی، کران، قزلقیه قرار دارد.

## جمعیت
این روستا در دهستان هولاسو قرار دارد و براساس سرشماری مرکز آمار ایران در سال ۱۳۸۵، جمعیت آن ۲۴۴ نفر (۴۸خانوار) بوده‌است.